# أمانج باباني
أمانج باباني (25 أغسطس 1979 — 16 أكتوبر 2019) إعلامي وصحفي عراقي كردي عمل في قناة إن آر تي العربية وقتل في ظروف غامضة مع عائلته.

## حياته الأسرية
كان متزوجا من المذيعة الكردية لانا صالح محمد رزق منها بابن وحيد اسمه هانو عام 2016.

## مشواره المهني
كان يقدم برنامجا تلفزيونا بعنوان «بلا حدود» على قناة أن آر تي العربية ويناقش فيه المواضيع الاجتماعية.

## مقتله في ظروف غامضة
في 16 أكتوبر 2019 أعلن مدير قناة "أن آر تي" شوان عادل خبر مقتل مقدم البرامج أمانج باباني مع زوجته وطفلهما إلى عملية اغتيال بالقرب من مرآب شهرزور في مدينة السليمانية"، مضيفا في تصريح لوسائل إعلام محلية أن جثث الضحايا الثلاث نُقلت إلى الطب الشرعي في السليمانية
أعلنت الشرطة في بيانها:
".
وأضاف البيان: "
.
من جهتها، قالت جمعية الدفاع عن حرية الصحافة في إقليم كردستان الأربعاء، إن مسلحين مجهولين لاحقوا سيارة الضحية وأسرته، قرب مرآب شهرزور في مدينة السليمانية و«أمطروهم بوابل من الرصاص، فأردوه وزوجته وابنه قتلى على الفور».
أوضحت عائلتها بأن لانا طلبت الانفصال عن زوجها فهي ومنذ قرابة خمسة أشهر رفعت دعوى الطلاق أمام المحكمة وبتوكيل محاميين اثنين فقد اخذت الدعوى مجراها".

## ردود الفعل
- النائبة الكردية السابقة سروة عبد الواحد: «كان صحفيا جريئا وناقش المواضيع الحساسة»، متسائلة «إلى متى دم الصحفي رخيص عند السلطة؟».
- الصحفي والأكاديمي الدكتور زيد عبد الوهاب: صحفيو العراق في خطر والعراق كله في خطر".
- الصحفي محمد الحيدري أن أيادي مسلحة آثمة لم تكتف بقتل الإعلامي الكردي الزميل أمانج باباني وزوجته المذيعة لانا محمدي، بل أطبقت على كامل العائلة في مرآب للسيارات بالسليمانية بقتل طفلهما أيضا.
- رئيسة منتدى الإعلاميات العراقيات نبراس المعموري طالبت الجهات المسؤولة في السليمانية بالكشف عن ملابسات الجريمة والجهة التي تقف خلفها وتقديمهم للعدالة.[7]